# Charles Nicolas Aubé

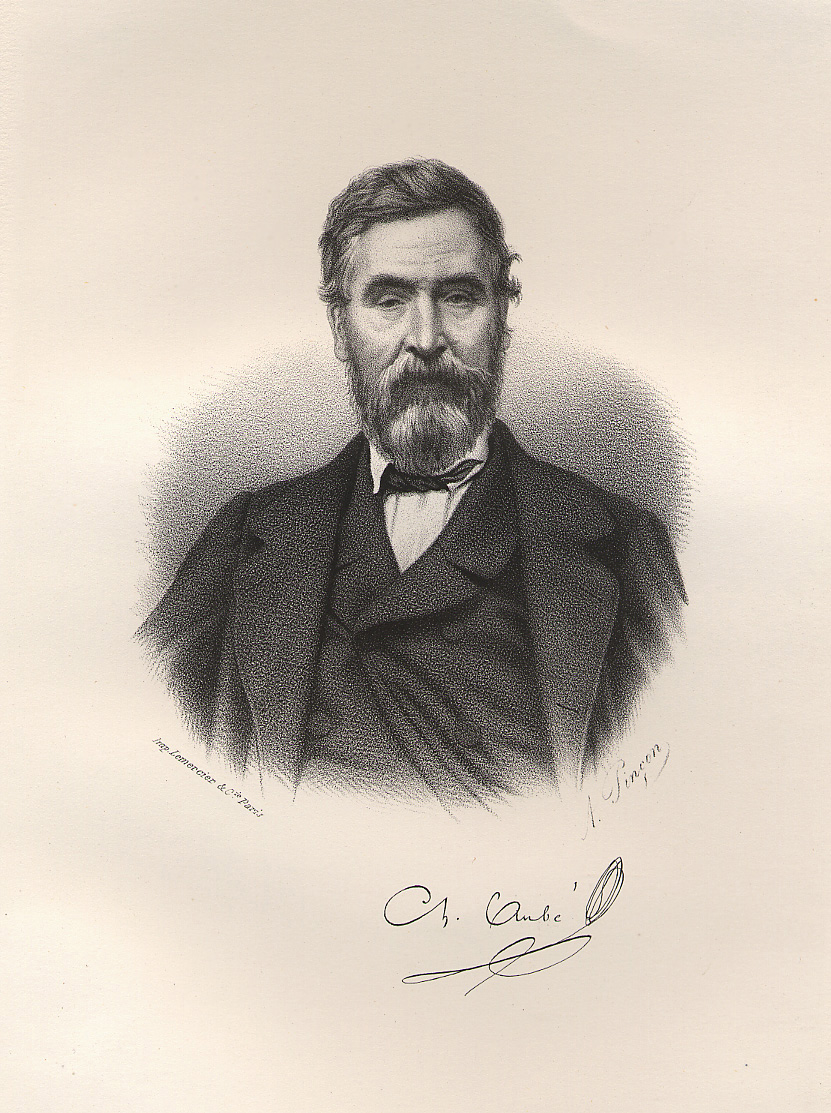
Charles Nicolas Aubé

Charles Nicolas Aubé (* 6. Mai 1802 in Paris; † 15. Oktober 1869 in Crépy) war ein französischer Arzt und Entomologe.

## Leben
Aubé studierte Pharmazie in Paris mit dem Diplom 1824 und interessierte sich in dieser Zeit sehr für Botanik. Danach studierte er Medizin mit der Promotion 1829 (mit einer Dissertation über Krätze).
Mit Pierre François Marie Auguste Dejean veröffentlichte er einen systematischen Katalog von Käfern (Spécies général des coléoptères 1825).
1826 heiratete er die Schwester des Literaturkritikers Gustave Planche.
Aubé begründete die Familie der Wassertreter (Haliplidae, 1836) und erstbeschrieb daraus Haliplus fluviatilis.
1842 und 1864 war er Präsident der Société entomologique de France, die er 1832 mit gründete und die seine Sammlung erhielt.

## Schriften
- Pselaphiorum monographia cum synonymia extricata, Paris 1833, Archive